# Okresní soud v Jindřichově Hradci
Okresní soud v Jindřichově Hradci je okresní soud se sídlem v Jindřichově Hradci, jehož odvolacím soudem je Krajský soud v Českých Budějovicích. Soud se nachází v historické budově s bezbariérovým přístupem v Klášterské ulici. Rozhoduje jako soud prvního stupně ve všech trestních a civilních věcech, ledaže jde o specializovanou agendu (nejzávažnější trestné činy, insolvenční řízení, spory ve věcech obchodních korporací, hospodářské soutěže, duševního vlastnictví apod.), která je svěřena krajskému soudu.

## Budova
Okresní soud sídlí v historicky cenné budově zvané Klášteříček, kterou v roce 1525 nechala postavit Anna z Minsterberka, vdova po Jindřichovi IV. z Hradce. Určen byl za sídlo vdov jindřichohradeckých pánů a se sousedním klášterním kostelem sv. Kateřiny byl již tehdy spojen nadzemní chodbou, vedoucí přímo na kostelní kruchtu. V letech 1534 až 1598 zde navíc fungoval špitál pro malomocné ženy, který založila Anna z Rožmitálu, manželka Adama I. z Hradce. Žila zde také např. až do své smrti roku 1631 Kateřina z Montfortu, jež Klášteříček nechala přestavět, jeho zásadní přestavba však proběhla v letech 1754–1760. Tehdy byl významně rozšířen, byla k němu připojena i jízdárna a řada hospodářských budov, na nádvoří postavena kašna a v přízemí zřízena reprezentativní sala terrena, otevřená do stupňovité francouzské zahrady (dnes k domu patří jen její zastřešený první stupeň).
Přestavbu nechala provést Isabela Marie de Merode-Westerloo, manželka Františka Josefa Černína z Chudenic, po její smrti však už Klášteříček sloužil jen jako příležitostné panské sídlo. V roce 1801 vyhořel a roku 1849 byl Černíny prodán městu Jindřichův Hradec. O čtyři roky později zde začal fungovat okresní soud, berní úřad i vězení. Justice jej využívala až do roku 1932, kdy se soud přesunul do nově postavené budovy na Nádražní ulici (dnes sídlo policie), poté opět sloužil potřebám města. Ministerstvo spravedlnosti získalo budovu Klášteříčka zpět v roce 1998, v letech 2002 a 2003 byla rekonstruována a opětovným sídlem Okresního soudu v Jindřichově Hradci se stala od počátku roku 2004. Každoročně v lednu jsou zde pořádány prohlídky pro veřejnost.

## Soudní obvod
Obvod Okresního soudu v Jindřichově Hradci se shoduje s okresem Jindřichův Hradec, patří do něj tedy území těchto obcí:
Báňovice •
Bednárec •
Bednáreček •
Blažejov •
Bořetín •
Březina •
Budeč •
Budíškovice •
Cep •
Cizkrajov •
Červený Hrádek •
České Velenice •
Český Rudolec •
Číměř •
Člunek •
Dačice •
Dešná •
Deštná •
Dívčí Kopy •
Dobrohošť •
Dolní Pěna •
Dolní Žďár •
Domanín •
Doňov •
Drunče •
Dunajovice •
Dvory nad Lužnicí •
Frahelž •
Hadravova Rosička •
Halámky •
Hamr •
Hatín •
Heřmaneč •
Horní Meziříčko •
Horní Němčice •
Horní Pěna •
Horní Radouň •
Horní Skrýchov •
Horní Slatina •
Hospříz •
Hrachoviště •
Hříšice •
Chlum u Třeboně •
Jarošov nad Nežárkou •
Jilem •
Jindřichův Hradec •
Kačlehy •
Kamenný Malíkov •
Kardašova Řečice •
Klec •
Kostelní Radouň •
Kostelní Vydří •
Kunžak •
Lásenice •
Lodhéřov •
Lomnice nad Lužnicí •
Lužnice •
Majdalena •
Nová Bystřice •
Nová Olešná •
Nová Včelnice •
Nová Ves nad Lužnicí •
Novosedly nad Nežárkou •
Okrouhlá Radouň •
Peč •
Písečné •
Pístina •
Plavsko •
Pleše •
Pluhův Žďár •
Polště •
Ponědraž •
Ponědrážka •
Popelín •
Příbraz •
Rapšach •
Ratiboř •
Rodvínov •
Roseč •
Rosička •
Slavonice •
Smržov •
Staňkov •
Staré Hobzí •
Staré Město pod Landštejnem •
Stráž nad Nežárkou •
Strmilov •
Stříbřec •
Střížovice •
Studená •
Suchdol nad Lužnicí •
Světce •
Třebětice •
Třeboň •
Újezdec •
Velký Ratmírov •
Vícemil •
Višňová •
Vlčetínec •
Volfířov •
Vydří •
Záblatí •
Záhoří •
Zahrádky •
Žďár •
Županovice